# Patro-Stadion

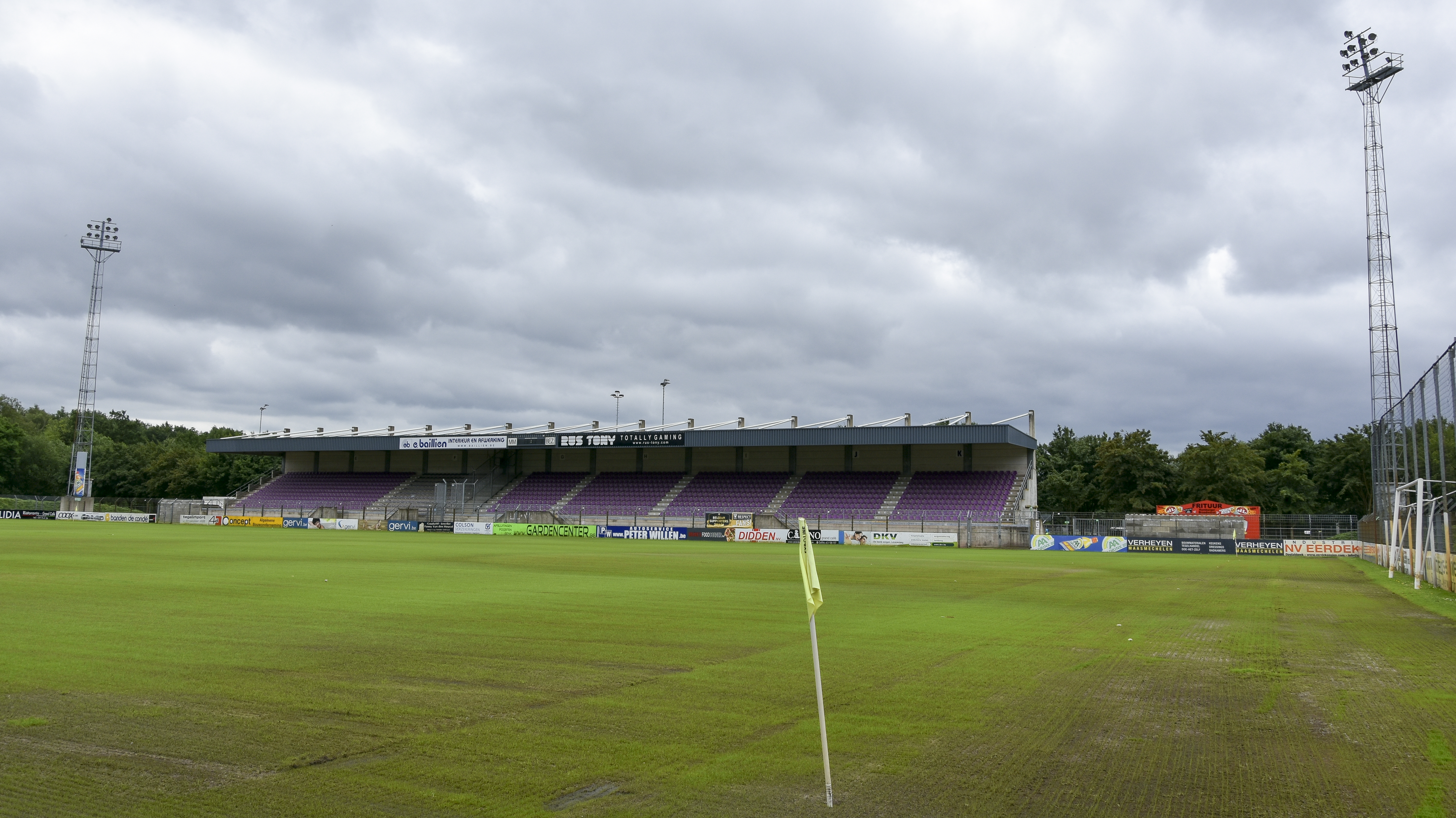
Patro Stadion

Het Patro Stadion, ook wel Patrostadion of Gemeentelijk Sportparkstadion genoemd, is het stadion van Patro Eisden Maasmechelen. Het stadion heeft een capaciteit van 4011 bezoekers.